# Taikodom: Living Universe
Taikodom: Living Universe foi um MMO de ação espacial destravado totalmente desenvolvido no Brasil pela Hoplon Infotainment, é o segundo jogo da série Taikodom. No jogo, com gráficos 3D, você pilota sua nave em tempo real e precisa combater os inimigos para defender a sua facção no espaço no século XXIII. O game foi desenvolvido para Windows e Mac OS X . Ele substituiu o jogo Taikodom lançado em 2008, o qual saiu do ar em junho de 2011.
Taikodom: Living Universe começou a ser publicado em fase de testes alfa em junho de 2010, em fase closed beta em setembro de 2010 e entrou em fase open beta em 1º de junho de 2011. É o maior projeto de game desenvolvido no Brasil. Ele é publicado no país pela Hoplon Infotainment, em língua portuguesa. Uma parceria com a publicadora internacional GamersFirst iria disponibilizar o jogo em outros idiomas para a América do Norte, União Europeia e Turquia., mas não teve sucesso, com a versão internacional do jogo tendo seus servidores fechados em 5 de Janeiro de 2015. A versão brasileira do jogo teve os servidores fechados em 31 de Maio de 2015.

## Dinâmica do jogo
Os jogadores criam personagens e escolhem em qual facção irão se engajar: Renegados ou Consortium. Feita a escolha, eles cumprem missões para sua facção e enfrentam combates contra jogadores da facção opositora (PvP) ou com NPCs (PvE). Eles também podem ganhar taéis (moeda do jogo) comercializando itens ou minerando e vendendo esses minérios.
Formar companhias ou esquadrilhas com outros jogadores pode ser imprescindível para se cumprir determinadas tarefas e sobreviver nas regiões disputadas pelas duas facções. Ferramentas como chat e canais de bate-papo permitem a comunicação entre os jogadores da mesma facção.
Cada jogador pode criar um personagem gratuito e existe a possibilidade de comprar, na Loja Hoplon, até cinco slots para criar mais personagens, de qualquer facção. Ao serem abatidos, os personagens são clonados e podem continuar progredindo no jogo. O personagem que tiver sido abatido será clonado na estação Homebase mais próxima ao local onde foi abatido. Também existe a opção de comprar o serviço de Clonagem Instantânea na Loja Hoplon, que permite que o personagem seja clonado no mesmo lugar onde a nave foi abatida, sem precisar voltar para a estação.
Existem três carreiras no Taikodom: Living Universe: Supressor, Vanguarda e Assalto. Cada uma dá acesso a naves e sub-rotinas específicas que determinam a especialidade de cada piloto.
Ao cumprir missões e abater inimigos, o personagem ganha pontos de experiência (XPs) e evolui na escala de progressão do game, o que permite acesso a novos conteúdos de jogo.

### Cenário
O Taikodom: Living Universe se passa no Setor Barnard, região do espaço ocupada pela humanidade espacial; mais especificamente, no sistema 61 Cygni, que é disputado pelo Consortium e pelos Renegados. O jogo se passa em diversas regiões do sistema, sendo que algumas são dominadas por uma das facções (combate PvE) e outras estão sendo disputadas por ambas (combate PvP). Para ir de uma região a outra, utilizam-se portais de salto. Cada região contém estações espaciais onde é possível adquirir serviços e comprar itens como naves, armas e utilitários.

### Naves
As naves do jogo variam de acordo com a facção e a carreira de cada personagem. As naves iniciais são
:
Consortium
Zebra (Assalto)
Chelonia (Vanguarda)
Barracuda (Supressor)
Renegados
Breeze (Assalto)
Hurricane (Vanguarda)
Dagger (Supressor)

### Economia
A moeda de jogo chama-se Tael, representada por “T$”. Os taéis ganhos ao cumprirem-se missões ou ao realizarem-se atividades de comércio e mineração podem ser usados para a compra de serviços e itens de jogo, como naves, armas e itens consumíveis (utilitários).
O comércio ou escambo pode ser feito entre jogadores da mesma facção ou com NPCs - nesse caso, apenas dentro de estações espaciais.
Os jogadores também podem adquirir projetos para a fabricação de itens e, a partir dos materiais requisitados, utilizar as estações do tipo Refinaria para produzir armas e naves, por exemplo. Lá você também pode fazer upgrade de naves e armas.

## Universo ficcional
O universo ficcional do Taikodom: Living Universe é rico e bem embasado. O jogo se passa no século XXIII, quando a humanidade já povoou o espaço. Um campo energético de origem desconhecida surgido no ano de 2073 bloqueou a passagem material no sentido espaço-Terra, evento denominado Restrição. Os humanos que já haviam saído do planeta antes da barreira restritiva, pioneiros da colonização do Sistema Solar, expandiram o espaço humano para outros sistemas estelares.
Pouco após a Restrição, com o objetivo de salvar o maior número possível de humanos terrestres, naves carregadas de pessoas em estado de animação suspensa conseguiram deixar a Terra. Esses hibernautas estão no espaço, ainda em animação suspensa, aguardando o momento de serem despertados e começarem uma vida nova fora da Terra. Eles são conhecidos na sociedade espacial como “ressurrectos”, pois diferenciam-se dos humanos que já nasceram no espaço. Esses são os personagens assumidos pelos jogadores de Taikodom: Living Universe.
Recém despertado depois de ficar em estado de animação suspensa por mais de um século e meio, o personagem deve adaptar-se rapidamente à nova vida e escolher entre as duas facções que disputam pelo domínio do Setor Barnard: o Consortium, representando a ordem e a civilização das grandes corporações espaciais, e os Renegados, que querem recuperar a soberania e o direito de viver com autonomia nas regiões que colonizaram.
O universo ficcional de Taikodom, que embasa o game Taikodom: Living Universe, foi totalmente desenvolvido pela Hoplon Infotainment, que detém os direitos de propriedade intelectual sobre o material.

### Consortium
O Consortium representa os empreendedores que construíram a civilização humana no espaço, depois da Restrição. Formado por corporações e apoiado pela população alinhada, defende a expansão e o progresso da humanidade de forma ordenada, de acordo com seu lema, que prega “civilidade, organização e segurança”.
O Consortium entende que o Levante Renegado pôs a liberdade sob ataque em 61 Cygni, demonstrando falta de respeito pelos direitos humanos estabelecidos. Acredita que os barnardianos renegados são “herdeiros de todas as ideologias assassinas que causaram a extinção terrestre” e que “abandonaram todos os valores, exceto a vontade de poder”. Para o Consortium, a humanidade está correndo o risco de um futuro sem lei, onde o caos seria o único regulador e onde não haveria garantias, privacidade ou direitos básicos.

### Renegados
Os Renegados lutam para manter a liberdade e os valores dos desbravadores dos sistemas estelares distantes do Núcleo, independentes do Consortium. Acreditam que a “elite espacial” deixou para trás, junto com o planeta Terra, os valores humanos, em prol dos interesses econômicos e políticos das corporações espaciais.
A Resistência é formada, principalmente, por barnardianos simpatizantes da causa dos pioneiros, que lutam para expulsar o Consortium de suas regiões e reconquistar a soberania, a independência e a liberdade de 61 Cygni. O Levante Renegado foi, para eles, uma declaração de independência que mudou de forma permanente a realidade das comunidades livres do setor Barnard.

## Modelo de negócio
Taikodom: Living Universe segue o modelo free-to-play, em que os jogadores não precisam pagar nada para jogar, com liberdade de acesso a todas as funções e regiões do game. Existem itens e serviços diferenciados à venda na Loja Hoplon, dentro do jogo. Esses produtos devem ser comprados com hoplons, a segunda moeda do jogo. Os hoplons são comprados com moeda real através de cartão de crédito ou boleto bancário, no site oficial do game (www.taikodom.com.br).
Dentro do jogo, os hoplons podem ser trocados por taéis, mas não é possível trocar taéis por hoplons ou taéis e hoplons por moeda real.

## Desenvolvimento
C# e Unity